# Мэддокс, Ричард Лич
Ри́чард Лич Мэддокс (англ. Richard Leach Maddox; 4 августа 1816, Бат, Англия — 11 мая 1902, Саутгемптон) — британский врач, пионер фотографии, изобретатель желатиносеребряного фотопроцесса.

## Биография
Ричард Лич Мэддокс родился 4 августа 1816 в городе Бате, Англия. Окончил медицинский факультет. Из-за плохого здоровья был вынужден много путешествовать в поисках хорошего климата, в конце концов осев в Константинополе, столице Османской империи. Там он работал врачом и занимался научными исследованиями. Вскоре после изобретения фотографии живо заинтересовался новой технологией и возможностями, которые она открывала для науки. С 1853 года стал сам использовать фотографию, особенно микрофотографию для фиксации своих научных исследований. Микрофотография настолько увлекла Мэддокса, что он даже перевёл на английский язык учебник Феликса Дюжардена Nouveau manuel complet de l’observateur au microscope (с фр. — «Новый полный учебник наблюдателя через микроскоп»). Хотя Ричард так и не опубликовал свой перевод, он написал множество статей на эту тему в British Journal of Photography между 1855 и 1883 годами. Снимки Мэддокса выставлялись на английских фотовыставках и даже получили несколько премий.
Использовавшийся в тот момент для фотосъёмки мокрый коллоидный процесс имел два существенных недостатка: во-первых, очень длительную выдержку, а во-вторых, испарения опасных химических реактивов, которые при съёмке был вынужден вдыхать фотограф. Второе особенно волновало Мэддокса, вынужденного в течение многих часов глядеть в микроскоп, вдыхая яды, что в конце концов подорвало его здоровье. В 1870 году Мэддокс вернулся на родину и посвятил себя поискам новых химических процессов и веществ, которые могли бы решить имевшиеся проблемы фотографии.
Всего через год Мэддоксу удалось найти подходящую комбинацию. В разработанном им желатиносеребряном фотопроцессе фотопластинки заранее покрывались желатином и затем им придавалась светочувствительность обработкой бромидом кадмия и нитратом серебра, высушивались и затем использовались для получения негативов. Негативы проявлялись пирогалловой кислотой, после чего изображение закреплялось раствором гипосульфита натрия. Сообщение об открытии Мэддокса было опубликовано в журнале British Journal of Photography 8 сентября 1871 года, а потом перепечатано многочисленными фотографическими журналами и газетами по всей Европе. Изобретатель получил награду фотографической выставки в бельгийском Антверпене, а 12 февраля 1901 года — медаль от британского Королевского фотографического общества. Однако Мэддокс не стал ни разрабатывать дальше своё открытие, ни патентовать его. Он считал, что «полученное бесплатно отдавайте бесплатно» (англ. if freely we have received, freely give). Дальнейшей работой по совершенствованию метода Мэддокса занимались другие исследователи, пока наконец Чарлз Харпер Беннет не разработал в 1878 году технологию изготовления и использования желатиносеребряных фотопластин, а Джордж Истмен не наладил в 1880 году их промышленный выпуск, что сделало фотографирование действительно массовым и доступным практически всем.
Ричард Лич Мэддокс скончался 11 мая 1902 года в Саутгемптоне. После его кончины British Journal of Photography поместил некролог в память об изобретателе, полностью изменившим процесс фотографии.

## Семья
- Первая жена — Амелия Уинн Форд (англ. Amelia Winn Ford; свадьба состоялась в 1849 году, умерла в 1871 году)[1][2].
- Вторая жена — Агнес Шарп (англ. Agnes Sharp, свадьба состоялась в 1875 году)[1].
- Трое детей.